# Берланга, Томас де
Томас де Берланга (исп. Tomás de Berlanga; 1487 — 8 августа 1551) — испанский священник и путешественник. Четвёртый епископ Панамы. Известен тем, что открыл Галапагосские острова.

## Биография
Родился в городе Берланга-де-Дуэро, провинция Сория, Испания. В 1508 году вступил в монашеский орден доминиканцев. Занимал должность приора острова Эспаньола (современный остров Гаити), который благодаря Берланге в 1528 году стал отдельной провинцией Испании. В 1530 году был назначен епископом Панамы.
В 1535 году Берланга отправился морским путём из Панамы в Перу, где должен был возглавить местных католиков. На восьмой день плавания его корабль попал в штиль, а экваториальное течение отнесло его далеко на запад от американского берега. 10 марта экипаж судна увидел один из островов архипелага, позже названного Галапагос. Вскоре были обнаружены ещё несколько островов этого архипелага. В письме к королю Испании Карлу V Берланга поведал о своём географическом открытии, а также описал удивительных животных островов Галапагос: гигантских слоновых черепах, выдерживающих вес взрослого человека и игуан, по его определению, «похожих на дьяволов».
В 1537 году Томас де Берланга вернулся в Испанию и привёз с собой каймана длиной около 3 метров. В настоящее время чучело этого каймана можно увидеть в кафедральном соборе города Берланга-де-Дуэро. Умер Томас де Берланга 8 августа 1551 года в родном городе.